# Clément Thibaudeau
Clément Léon Hippolyte Thibaudeau (* 10. März 1900 in La Mothe-Achard; † 11. Oktober 1960 in Neuilly-sur-Seine) war ein französischer Autorennfahrer.

## Karriere im Motorsport
Clément Thibaudeau startete 1929 als Teamkollege von Roger Bourcier beim 24-Stunden-Rennen von Le Mans. Der von ihnen gesteuerte Werks-Tracta Spéciale fiel nach 43 gefahrenen Runden wegen eines Motorschadens aus. 

## Statistik

### Le-Mans-Ergebnisse
| Jahr | Team                      | Fahrzeug        | Teamkollege    | Platzierung | Ausfallgrund |
| ---- | ------------------------- | --------------- | -------------- | ----------- | ------------ |
| 1929 | SA des Automobiles Tracta | Tracta Spéciale | Roger Bourcier | Ausfall     | Motorschaden |